# Nižné Žabie pleso
Nižné Žabie pleso, nevhodně i Dolné Žabie pleso, Dolné Žabie pleso javorové, Nižné Žabie pleso javorové (polsky Pośrednie Ryglowe oko, maďarsky Jávorvölgyi-Alsó-Békás-tó, německy Niederer Froschsee) leží na jihozápad od soutoku Žabího potoka javorového s Javorinkou ve výšce 1560 m n. m.

## Název
Historický název plesa pochází od zlatokopů. O jeho okolí se v 18. století živě zajímali hledači pokladů z Rakous a ze Strání pod Tatrami. V jejich pověstech hráli žáby, často i ropuchy, důležitou roli. Hlídaly poklady, dovolily z nich vzít jen přiměřenou množství pouze tomu, kdo potřeboval zahnat nouzi.